# 沃洛德米里夫卡 (扎波罗热区)
47°58′50″N 35°43′32″E / 47.98056°N 35.72556°E
沃洛德米里夫卡（烏克蘭語：Володимирівка）是位於烏克蘭南部扎波羅熱州扎波羅熱区米哈伊洛-盧卡舍韋市鎮的村莊。該村面積0.65平方公里，2001年人口173，人口密度每平方公里267.4人。